# Partyizanszkoje (Krasznojarszki határterület)
Partyizanszkoje (oroszul: Партизанское) falu Oroszország ázsiai részén, a Krasznojarszki határterületen, a Partyizanszkojei járás székhelye.
Népessége: 3525 fő (a 2010. évi népszámláláskor).

## Elhelyezkedése
Krasznojarszktól 168 km-re délkeletre, a Kan Ribnaja nevű kis mellékfolyójának bal partján helyezkedik el. A transzszibériai vasútvonal Ujar vasútállomásától 40 km-re délre fekszik.

## Története
Az orosz település 1825-ben Noj (Nojszkaja) néven keletkezett. Korábban a járás mai területén kamasszok éltek. A falu nevét 1847-ben Perovóra változtatták, 1857-ben építették a templomot. 1901-ben kisebb közigazgatási egység (voloszty) székhelye, a közigazgatási reformot követően pedig, 1924-ben járási székhely lett. Három évvel később kapta mai nevét. 